# Luís Campos (Filmemacher)
Luís Campos (* 1. Juli 1985 in Covilhã) ist ein portugiesischer Filmregisseur, Produzent und Drehbuchautor. Er schreibt alle Drehbücher zu seinen Filmen selbst, gelegentlich auch für andere, und engagiert sich in der Professionalisierung der Drehbuchentwicklung.

## Leben
Campos studierte Film an der Universität Beira Interior in seiner Heimatstadt Covilhã und arbeitete im Rahmen von Austauschprogrammen bei der belgischen Savage Film mit Bart van Langendonck und bei der brasilianischen RT Filmes mit Rodrigo Teixeira.
Er ist Gründer und Leiter des internationalen portugiesischsprachigen Kino-Drehbuchfestivals GUIÕES – Festival Internacional do Guião Cinematográfico de Língua Portuguesa in Lissabon und gründete die Filmproduktionsgesellschaft Squatter Factory (beide 2014). Das GUIÕES ging mit dem Filmfestival MOTELX eine Kooperation ein und wird im Rahmen des MOTELX veranstaltet, mit eigenem Programm und eigenen Preisen, den Prémios MOTELX GUIÕES. 2015 gründete er zudem das PLOT – Professional Script Lab, professionelle Drehbuchworkshops, die jedes Jahr bei portugiesischen und internationalen Filmfestivals stattfinden.
2017 wurde Campos zu den Berlinale Talents eingeladen.
Seine eigenen Kurzfilme wurden bei zahlreichen portugiesischen und internationalen Filmfestivals für Preise nominiert und mehrfach auch prämiert.
Nachdem er seine ab 2006 entstandenen Regiearbeiten, sämtlich Kurzfilme, alle auch selbst produzierte und die Drehbücher für sie schrieb, begann er ab 2015 mit seiner im Vorjahr gegründeten Produktionsfirma Squatter Factory auch Filme anderer junger Regisseure zu produzieren. Dazu schrieb er Drehbücher auch für andere Regisseure, insbesondere für den 2010 erschienenen, mehrfach prämierten und als DVD veröffentlichten Um Funeral à Chuva von Regisseur Telmo Martins.

## Filmografie
| - 2006: Horizonte (Kurzfilm) - 2007: Chasin´ the bird (Kurzfilm) - 2008: Azeitona (Kurzfilm) - 2008: Coisa Hindu (Kurzfilm) - 2017: Carga (Kurzfilm) - 2017: Muletas (Kurzfilm) - 2022: Boca Cava Terra (Kurzfilm) - 2023: Monte Clérigo (Kurzfilm) | - 2006: Horizonte (Kurzfilm, auch Regie) - 2007: Chasin´ the bird (Kurzfilm, auch Regie) - 2008: Azeitona (Kurzfilm, auch Regie) - 2008: Coisa Hindu (Kurzfilm, auch Regie) - 2015: Marasmo (Kurzfilm); Regie: Gonçalo Loureiro - 2017: Carga (Kurzfilm, auch Regie) - 2017: Muletas (Kurzfilm, auch Regie) - 2018: Sheila (Kurzfilm); Regie: Gonçalo Loureiro - 2019: Cenas de Uma Vida Amorosa (Kurzfilm); Regie: Miguel Afonso - 2019: Erva Daninha (Kurzfilm, Ko-Produzent); Regie: Guilherme Daniel - 2019: Karaoke Night (Kurzfilm); Regie: Francisco Lacerda - 2020: Lora (Kurzfilm); Regie: Mari Moraga - 2021: Samadhi Road (Doku.); Regie: Daniel Hey, Julio Hey - 2021: Paradis (Kurzfilm); Regie: Alexander Armas Kereklidis Turpin - 2021: Black Sea (Kurzfilm); Regie: Khvicha Emiridze, Tinatin Emiridze - 2022: Cemitério Vermelho (Kurzfilm, Mit-Produzent); Regie: Francisco Lacerda - 2022: Ponto Final (Kurzfilm, Doku., Ko-Produzent); Regie: Miguel López Beraza - 2022: Do Amor Ninguém Foge (Doku.); Regie: Julio Hey - 2022: Boca Cava Terra (Kurzfilm, auch Regie) - 2022: Shelter (Kurzfilm), Regie: Erica Kwok - 2023: Monte Clérigo (Kurzfilm, auch Regie) - 2023: All Hallows Eve Trickster; Regie: verschiedene - 2023: O Afinador de Silêncios (Kurzfilm); Regie: Mário Patrocínio - 2024: Before the Moonrise (Kurzfilm); Regie: Mário Patrocínio |